# Manfred Mann

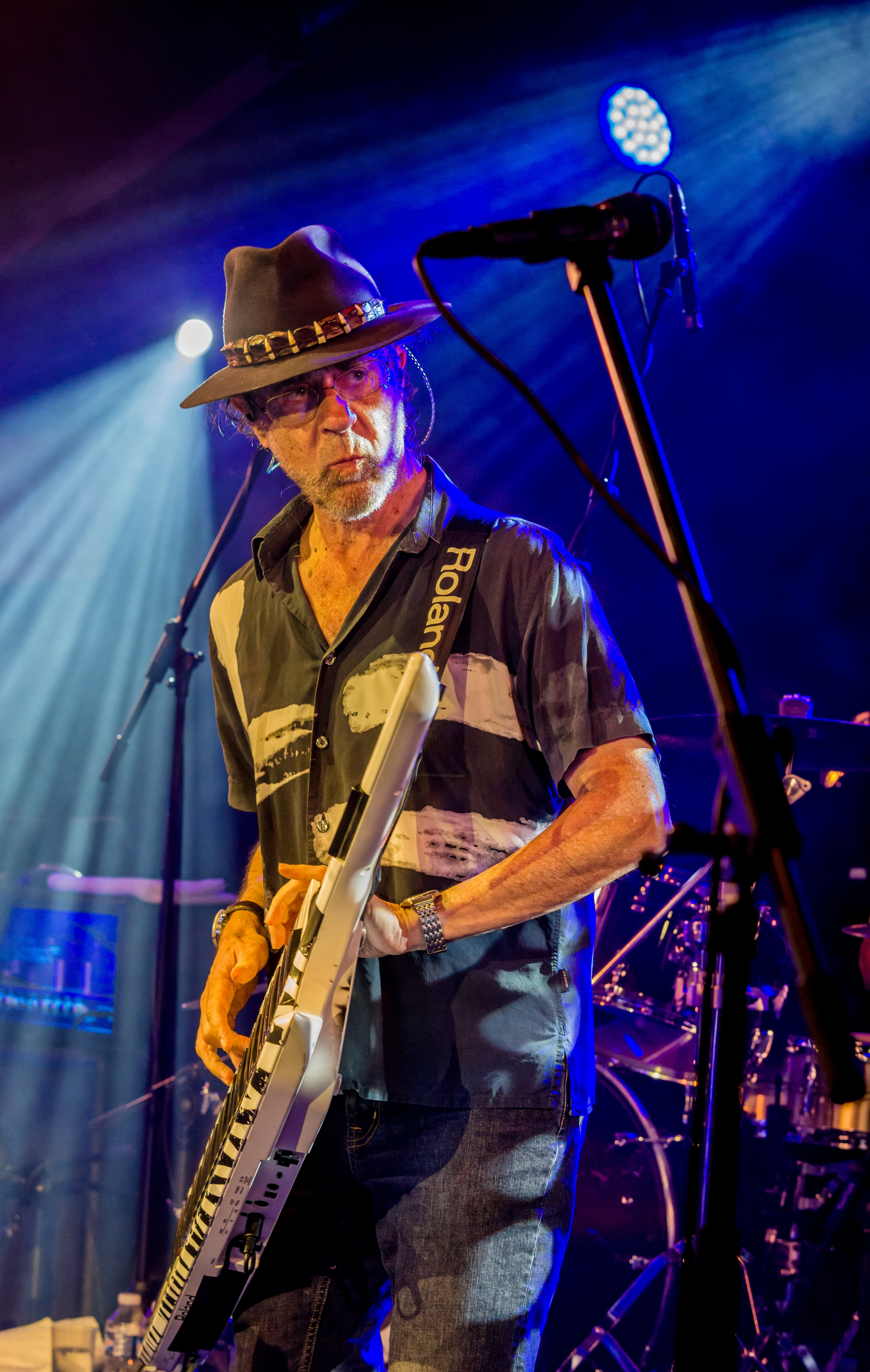
Manfred Mann, Zelt-Musik-Festival en 2017 Friburgo de Brisgovia, Alemania

Manfred Sepse Lubowitz (Johannesburgo, Gauteng, Sudáfrica, 21 de octubre de 1940) conocido como Manfred Mann, es un músico de rock británico nacido en Sudáfrica.
Estudió música en la Universidad de Witwatersrand. Comenzó como teclista de jazz en su país natal y continuó en Inglaterra, donde se radicó en 1961. Compaginó la actuación con su actividad como profesor y redactor de artículos, los cuales firmaba bajo el seudónimo de Manfred Manne. De ahí derivó poco después el nombre Manfred Mann.
Del jazz pasó al rhythm & blues. En 1962 formó la banda Mann Hugg Blues Brothers, que en 1963 pasó a denominarse Manfred Mann. En 1969 el grupo dio un giro hacia el jazz experimental y cambió su nombre por Manfred Mann Chapter Three. Solo un año después se convirtió en Manfred Mann's Earth Band, fusionando su evolución musical hacia el entonces naciente rock progresivo con un alto peso específico de sintetizador, traspasando el milenio hasta nuestros días.

### Primeros años y carrera
Lubowitz se crio en una familia judía en Johannesburgo, Sudáfrica, hijo de David Lubowitz y Alma Cohen. Estudió música en la Universidad de Witwatersrand y trabajó como pianista de jazz en varios clubes de Johannesburgo.
Fuertemente opuesto al sistema del apartheid en su Sudáfrica natal, Lubowitz se mudó al Reino Unido en 1961 y comenzó a escribir para Jazz News bajo el seudónimo de Manfred Manne (en honor al baterista de jazz Shelly Manne), que pronto se acortó a Manfred Mann. Al año siguiente conoció al baterista y teclista Mike Hugg en Clacton Butlins Holiday Camp. Juntos formaron una gran banda de blues-jazz llamada Mann-Hugg Blues Brothers. Esto finalmente se convirtió en un grupo de cinco integrantes y firmaron un contrato discográfico con EMI en 1963, bajo el sello HMV.
Cambiaron su nombre a Manfred Mann por sugerencia del productor discográfico del sello y de 1964 a 1969 tuvieron una sucesión de discos de éxito, incluyendo "Do Wah Diddy Diddy" (originalmente de The Exciters), "Sha La La" (originalmente de The Shirelles), "Ha! Ha! Said the Clown", "Pretty Flamingo" y "Mighty Quinn" (escrita por Bob Dylan). El grupo se separó en 1969 y Mann inmediatamente formó otro grupo con Mike Hugg, Manfred Mann Chapter Three, una banda de jazz rock experimental. Se disolvieron después de dos álbumes, pero Mann formó un nuevo grupo en 1971, Manfred Mann's Earth Band., que todavía graba y actúa hasta el día de hoy. Sus conocidos éxitos incluyeron tres versiones de Springsteen, "Spirit in the Night", "For You" y "Blinded by the Light", así como una serie de versiones de otros artistas, entre ellas "Runner" (Ian Thomas), "Davy's on the Road Again" (The Band), "You Angel You" (Bob Dylan), "Demolition Man" (The Police), "Lies (Through the '80s)" y "Joybringer" (basada en "Júpiter, el Portador de alegría")
Manfred Mann también apareció como pianista de jazz en la película "Venus in Furs" de Jesús Franco de 1969 e interpretó la partitura de esa película. También ha lanzado proyectos en solitario bajo "Manfred Mann's Plain Music" y "Manfred Mann '06".

## Discografía

### Manfred Mann
(Discografía británica)
- The Five Faces of Manfred Mann (1964)
- Mann Made (1965)
- As Is (1966)
- Manfred Mann Go Up the Junction, banda sonora de la película "Up the Junction" (1968)
- What a Mann (1968)
- Mighty Garvey! (1968)

### Manfred Mann Chapter Three
- Manfred Mann Chapter Three (1969), reeditado en países de habla española en 1971 como Dama Viajera
- Manfred Mann Chapter Three Vol. 2 (1970)

### Manfred Mann's Earth Band
- Manfred Mann's Earth Band (1972)
- Glorified Magnified (1972)
- Messin' (1973)
- Solar Fire (1973)
- The Good Earth (1974)

- Nightingales & Bombers (1975)
- The Roaring Silence (1976)
- Watch (1978)
- Angel Station (1979)
- Chance (1980)
- Somewhere in Afrika (1983)
- Budapest Live (en vivo, 1984)
- Criminal Tango (1986)
- Masque (1987)

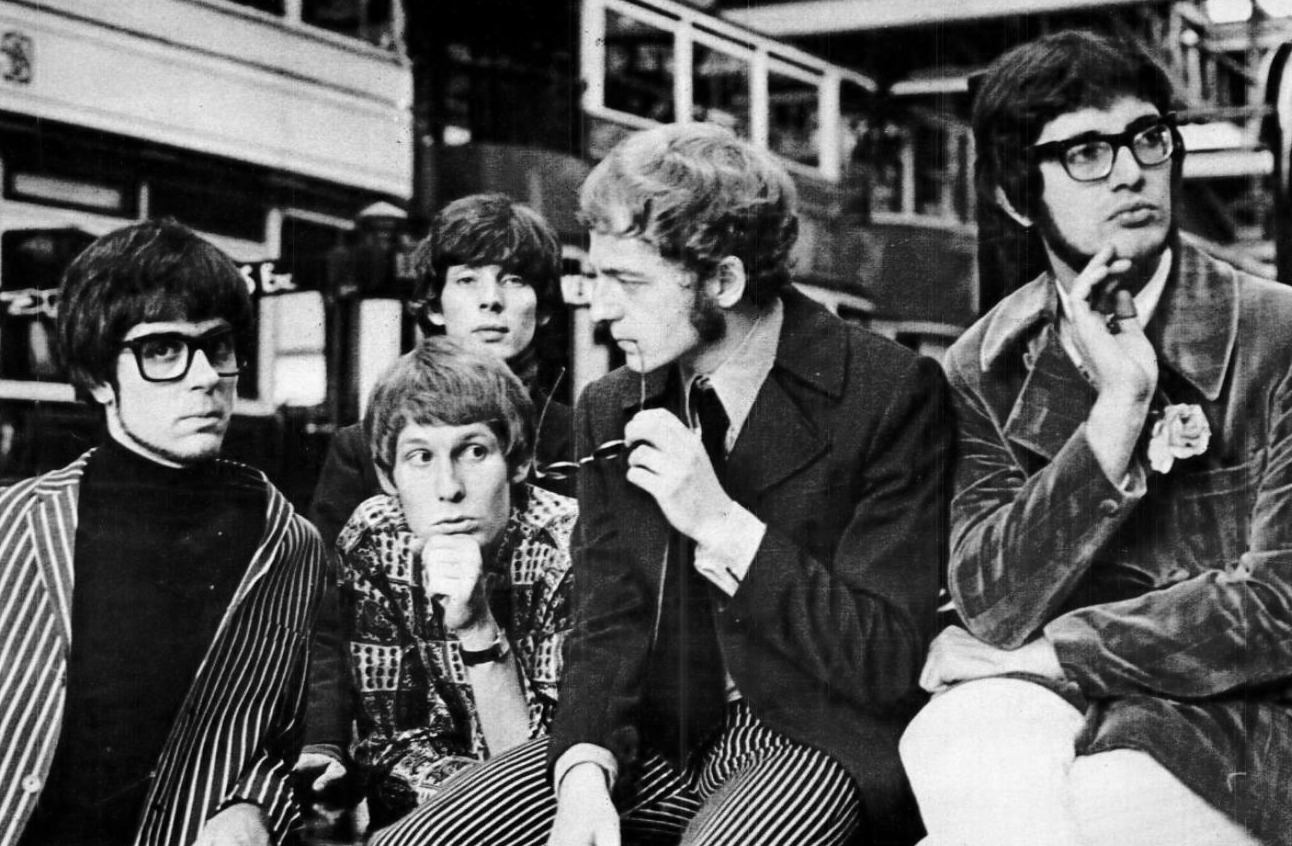
Manfred Mann con su grupo homónimo en 1966

- Plains Music (como "Manfred Mann's Plains Music", 1991)
- Soft Vengeance (1996)
- Mann Alive (en vivo, 1998)
- 2006 (2004)